# Calomicrus diversepunctata
Calomicrus diversepunctata es un coleóptero de la familia Chrysomelidae.
Fue descrita científicamente por primera vez en 1913 por Pic.